# Isla Furia
Isla Furia är en ö i Chile.   Den ligger i regionen Región de Magallanes y de la Antártica Chilena, i den södra delen av landet, 2 300 km söder om huvudstaden Santiago de Chile. Arean är 50 kvadratkilometer.
Terrängen på Isla Furia är lite kuperad. Öns högsta punkt är 667 meter över havet. Den sträcker sig 9,6 kilometer i nord-sydlig riktning, och 10,1 kilometer i öst-västlig riktning.
Trakten runt Isla Furia består i huvudsak av gräsmarker.